# Шартрский собор

Шартрский собор (фр. Cathédrale Notre-Dame de Chartres) — католический кафедральный собор, расположенный в городе Шартр префектуры департамента Эр и Луар. Находится в 90 км к юго-западу от Парижа и является одним из шедевров готической архитектуры. В 1979 году собор был внесён в список объектов Всемирного наследия ЮНЕСКО.

## История строительства
На месте современного Шартрского собора издавна стояли церкви. С 876 года в Шартре хранится Святая плащаница Девы Марии. Вместо первого кафедрального собора, сгоревшего в 1020 году, был возведён романский собор с огромной криптой. Он пережил пожар 1134 года, разрушивший практически весь город, но сильно пострадал во время пожара 10 июня 1194 года. От этого пожара, начавшегося от удара молнии, уцелели только башни с западным фасадом и крипта. Чудесное спасение священной плащаницы от огня было сочтено знамением свыше и послужило поводом для строительства нового, ещё более грандиозного здания.
Возведение нового собора началось в том же 1194 году на пожертвования, стекавшиеся в Шартр со всей Франции. Городские жители добровольно доставляли камень из окрестных каменоломен. За основу был взят проект предыдущего сооружения, в который были вписаны сохранившиеся части старого здания. Основные работы, включавшие в себя строительство главного нефа, были завершены в 1220 году, освящение собора состоялось 24 октября 1260 года в присутствии короля Людовика IX и членов королевской семьи.
Шартрский собор сохранился с конца XIII века до наших дней практически в первоначальном виде. Он избежал разрушений и ограблений во времена революций и войн.

## Архитектура

### Наружное устройство

План Шартрского собора

Трёхнефное здание в плане представляет собой латинский крест с коротким трёхнефным трансептом и деамбулаторием. Восточная часть храма имеет несколько полукруглых радиальных часовен. Три из них заметно выступают за границы полукруга деамбулатория, четыре оставшиеся имеют меньшую глубину. На момент постройки своды Шартрского собора были высочайшими во Франции, что достигалось за счёт использования опирающихся на контрфорсы аркбутанов. Дополнительные аркбутаны, поддерживающие апсиду, появились в XIV веке. Шартрский собор был первым, в конструкции которого использовался этот архитектурный элемент, что придало ему совершенно невиданные ранее внешние очертания и позволило увеличить размеры оконных проёмов и высоту нефа (36 метров).
Особенностью внешнего вида собора являются две его сильно различающиеся башни. 105-метровый шпиль южной башни постройки 1140 года выполнен в форме незамысловатой романской пирамиды. Северная башня высотой 113 метров имеет основание, оставшееся от романского собора, а шпиль башни появился в начале XVI века и выполнен в стиле пламенеющей готики.
Шартрский собор имеет девять порталов, три из которых сохранились от старого романского собора. Северный портал датируется 1230 годом и содержит скульптуры ветхозаветных персонажей. Южный портал, созданный между 1224 и 1250 годами, использует сюжеты Нового Завета с центральной композицией, посвящённой Страшному Суду. Западный портал Христа и Девы Марии, более известный как Королевский, датируется 1150 годом и известен изображением Христа во Славе, созданном в XII веке.
Входы в северный и южный трансепты украшены скульптурами XIII века. Всего убранство собора насчитывает около 10 000 скульптурных изображений из камня и стекла. Частично сохранились и более ранние элементы из предыдущих версий Шартрского собора.

Вершина романского искусства ― скульптура западного портала в Шартре. Шартрский собор был посвящён святой Деве и особенно почитался, очевидно, потому, что место, на котором он стоял, было местом паломничества ещё в языческую эпоху. Здесь бил священный источник, он сохранялся в подвалах собора. Как и в других местах, привлекавших паломников, здания разных эпох сменяли друг друга — свято место пусто не бывает. Между 1145 и 1150 гг. началась постройка и декорировка нового фасада ― это и был т. н. «королевский портал», оконченный к 1155 г. В 1194 г. очередной пожар охватил собор ― сохранились лишь паперть, фасад и крипта, имевшая каменные своды. Немедленно началось сооружение нового здания ― уже в готическом духе, но прежний портал сохранился— Светлана Еремеева. Лекции по истории искусства
.
Интерьерные детали украшения выполнены разными школами и даже традициями, соединёнными в эклектически-единый ансамбль. К примеру, капители и каменные барельефы, сохранившиеся в неизменности с XII века, принадлежат работе бургундских и тулузских мастеров, целый ряд готических статуй XII и XIII вв. стали результатом заказов у различных школ со всей Франции, а деревянные полихромные (раскрашенные) скульптуры привозились, в основном, из Сен-Дени. Во всех камерных предметах интерьера выделяется, прежде всего, их монументальность, выразительность, несмотря на характерную для эпохи примитивность трактовки образа. Все эти скульптуры тектоничны и рассчитаны на определённое архитектурное пространство, для которого были созданы.
На южной стороне собора расположены астрономические часы XVI века. До поломки часового механизма в 1793 году они показывали не только время, но и день недели, месяц, время восхода и заката Солнца, фазы Луны и текущий знак Зодиака.

### Интерьер

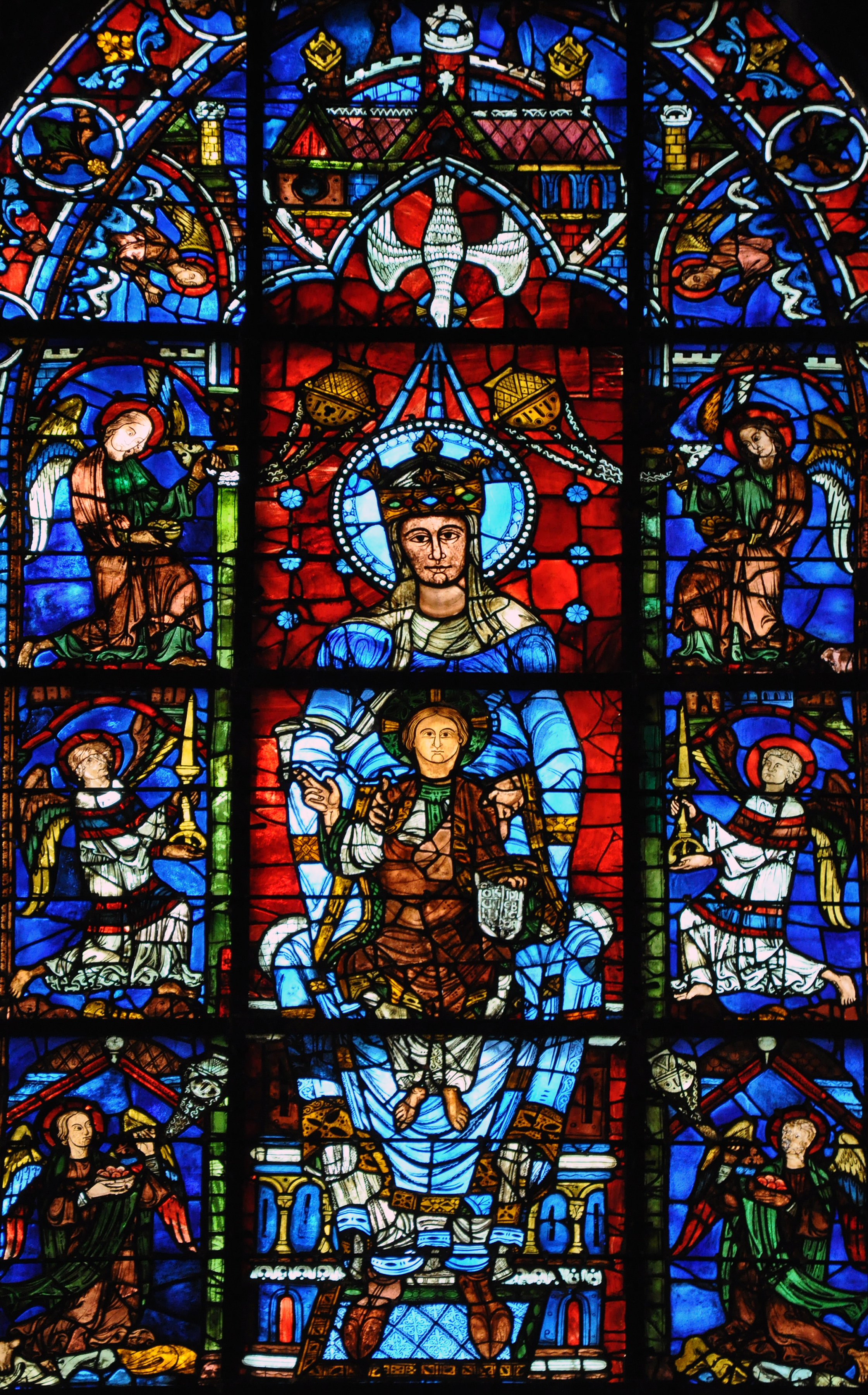
Фрагмент витража «Богородица из красивого стекла»

Не менее примечателен интерьер собора. Просторный неф, не имеющий себе равных во всей Франции, устремляется к великолепной апсиде, расположенной в восточной части собора. Между аркадами и верхними рядами окон центрального нефа располагается трифорий, массивные колонны собора окружены четырьмя мощными пилястрами. Сводчатая галерея деамбулатория огибает хор и алтарную часть, которые отделены от остального пространства резной стеной. Стена появилась в начале XVI века и два последующих столетия постепенно украшалась резными фигурами, изображающими сцены из жизни Христа и Богородицы.
Собор славится цветными витражами, общая площадь которых составляет около 2000 м2. Шартрская коллекция средневековых витражей является абсолютно уникальной: более 150 окон, наиболее древние из которых были созданы в XII веке. Помимо больших витражных роз на западном фасаде, южном и северном трансептах, наиболее известными являются витражное окно 1150 года «Богородица из красивого стекла» и композиция «Древо Иесеево». «Эти огромные круги света, эти огненные колеса, которые мечут молнии, одна из причин красоты Шартрского собора», ― говорил Эмиль Маль. Шартрский собор ― единственный, сохранивший почти в целости свои витражи. В нём царит особая цветовая и световая атмосфера, меняющаяся в зависимости от погоды, времени года и часа дня. Автор специальной работы о витражах Шартра Жан Вийет писал: когда «солнце горячо, плиты пола и поверхность столбов покрываются огненными, ультрамариновыми и цвета граната пятнами, растушёванными на зернистой поверхности камня, как от прикосновения пастели. В серую погоду вся церковь наполняется голубоватыми мерцаниями, придающими большую глубину перспективе, сводам ― больше таинственности».
Отличительной особенностью витражей Шартрского собора является чрезвычайная насыщенность и чистота красок, секрет получения которых был утерян. Для изображений характерна необыкновенная широта тематики: сцены из Ветхого и Нового заветов, сюжеты из жизни пророков, королей, рыцарей, ремесленников и даже крестьян. Изготовление витражей оставалось крайне медленным процессом, оно всегда стоило особенно дорого, а потому витражи проектировались и производились постепенно. Считаясь дорогостоящим даром крупного жертвователя, они давали дарителю исключительное право определять тему изображения. Пожертвования проводились в разное время, потому нельзя было и думать о единстве красочной гармонии, но единство красочной гаммы, может быть и не было столь необходимо, ибо окна расположены достаточно далеко друг от друга и разнообразие могло лишь усилить богатства впечатления.
Пол собора украшен древним лабиринтом 1205 года. Он символизирует путь верующего к Богу и до сих пор используется пилигримами для медитаций. Через этот лабиринт собора есть только один путь. Размер лабиринта практически совпадает с размером оконной розы западного фасада (но не повторяет его в точности, как многие ошибочно считают), а расстояние от западного входа до лабиринта в точности равно высоте расположения окна. Лабиринт насчитывает одиннадцать концентрических кругов, общая длина пути по лабиринту — приблизительно 260 метров. В его центре цветок с шестью лепестками, контуры которого напоминают розы собора.

## Изображения

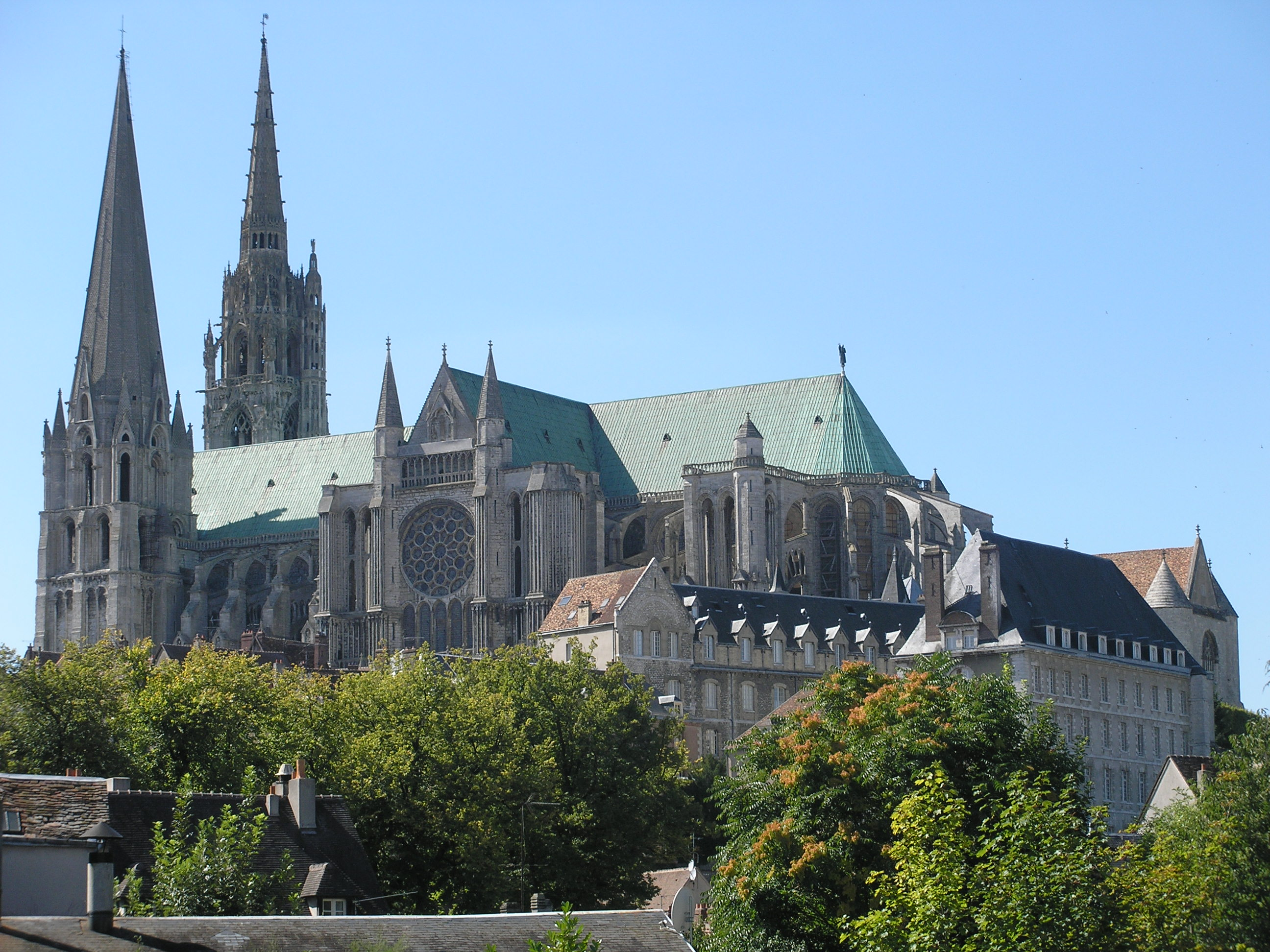
Вид на собор с юга
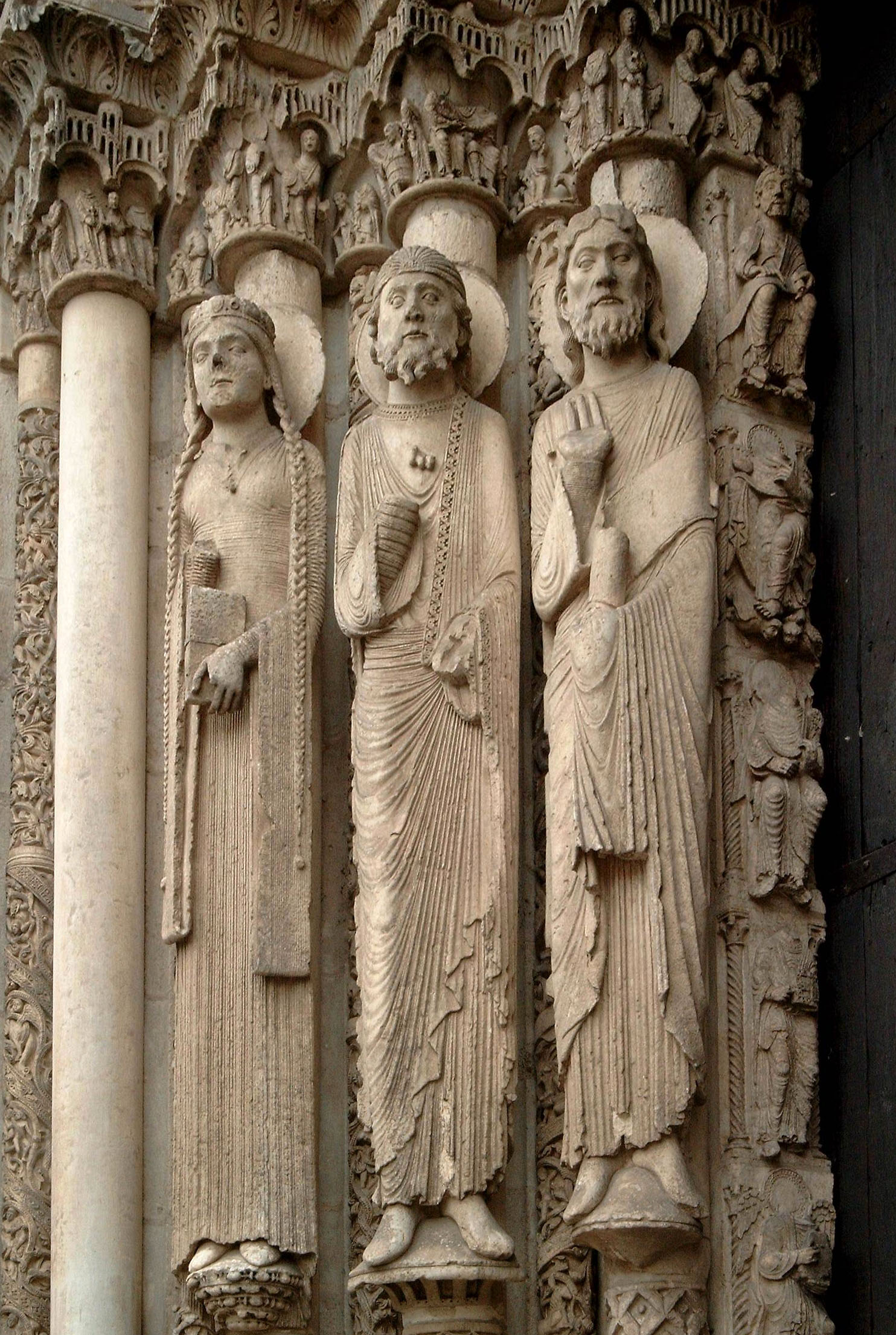
Фрагмент королевского портала
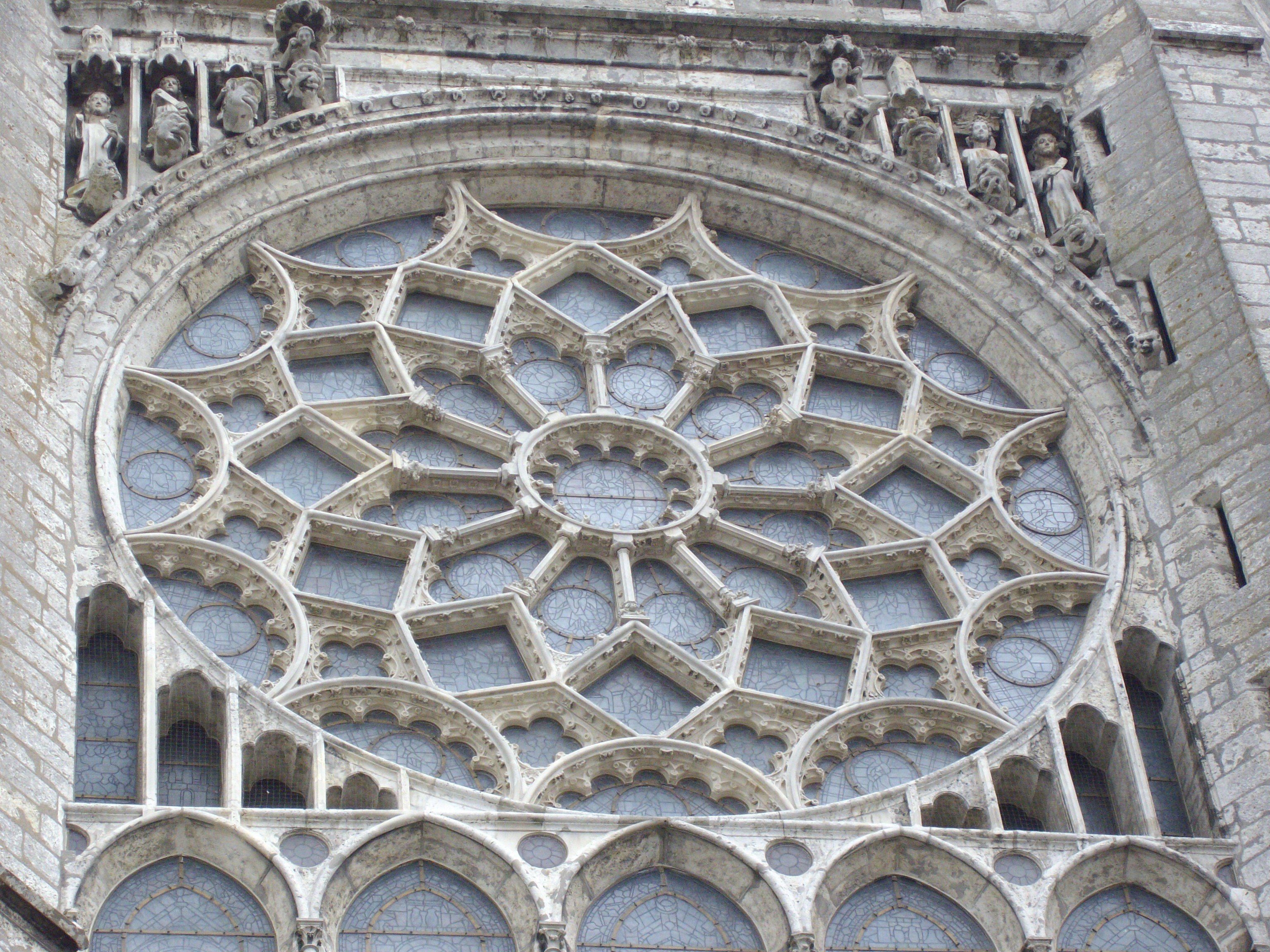
Окно-роза северного трансепта
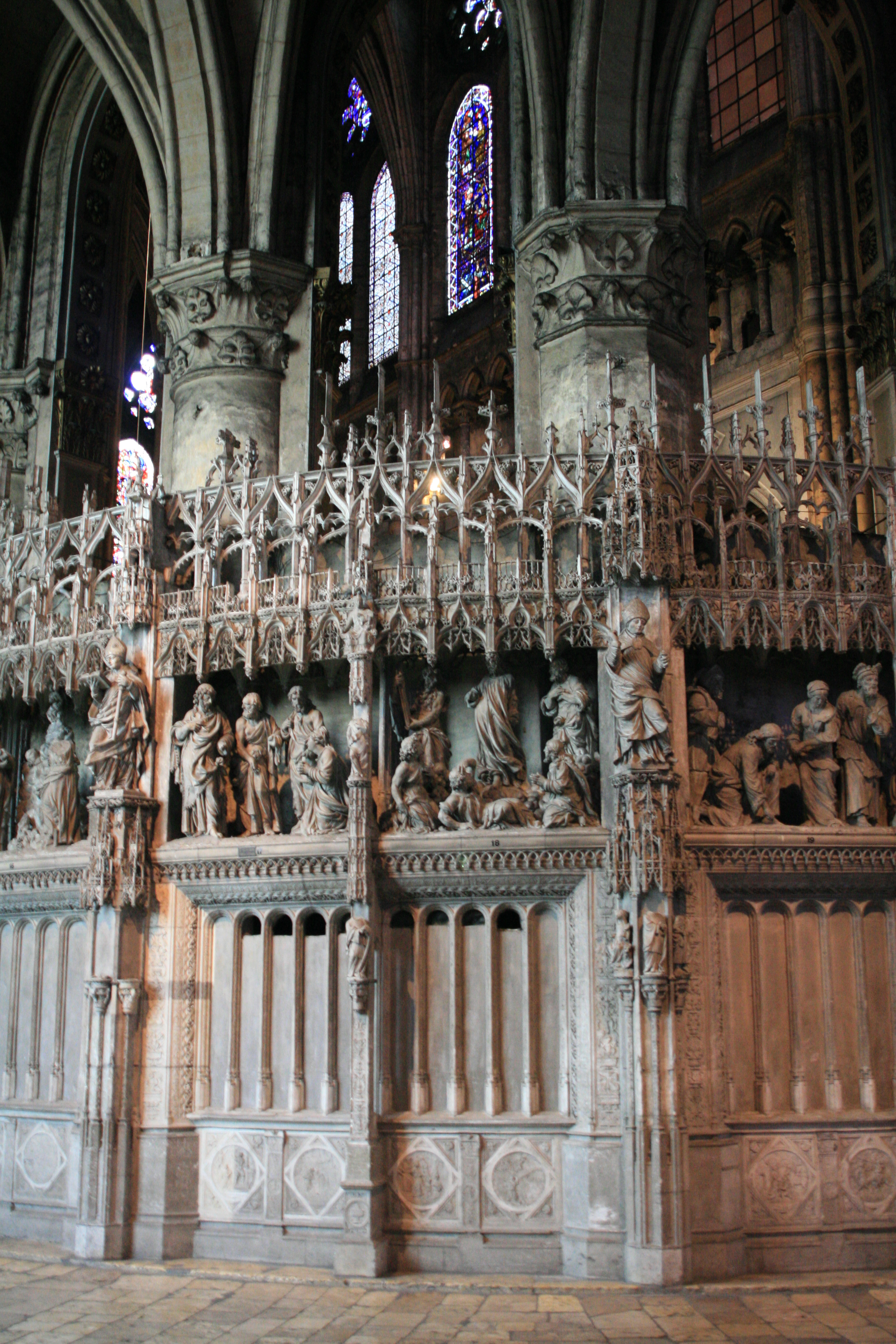
Резная стена, отделяющая алтарную часть
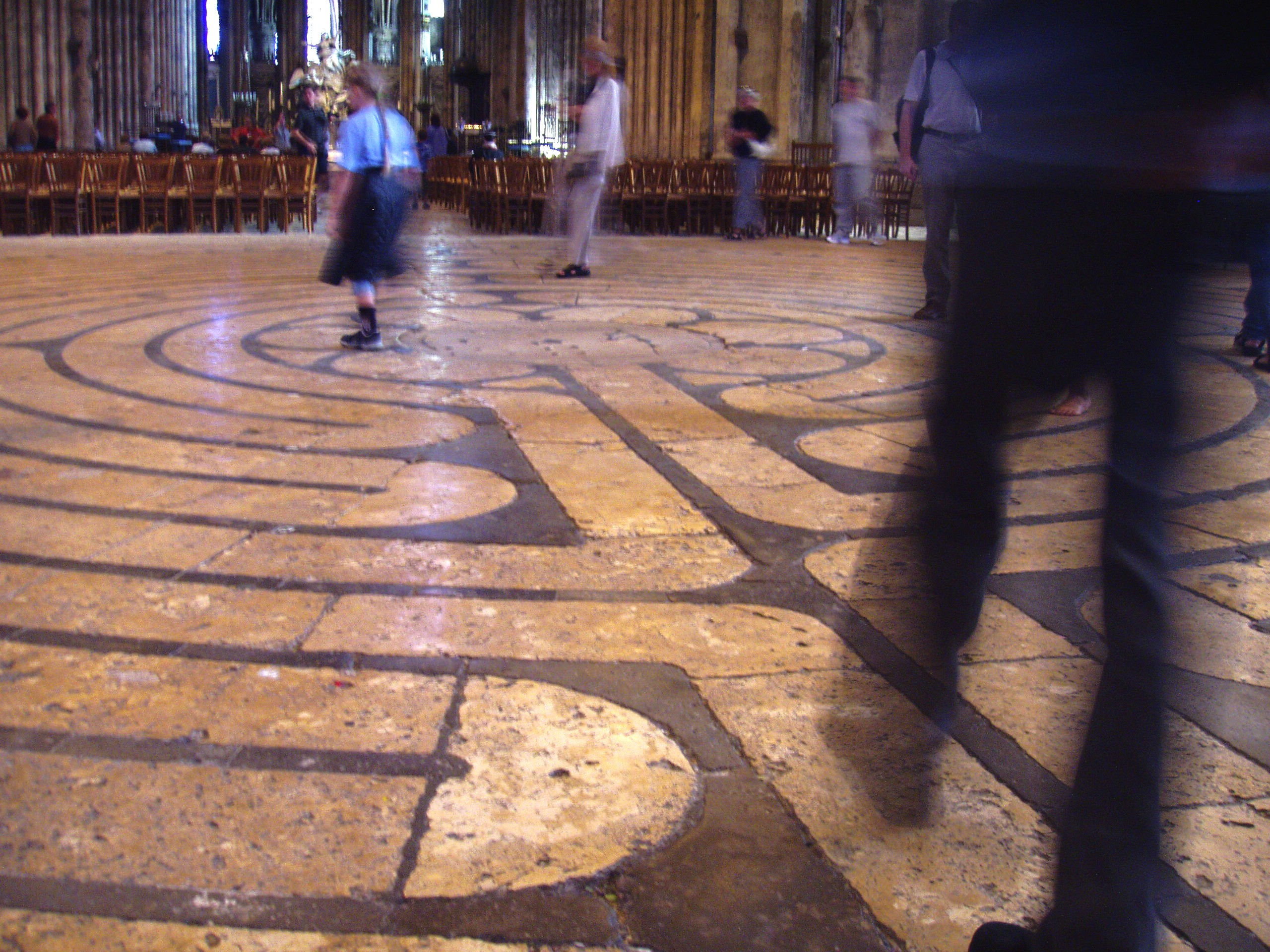
Лабиринт
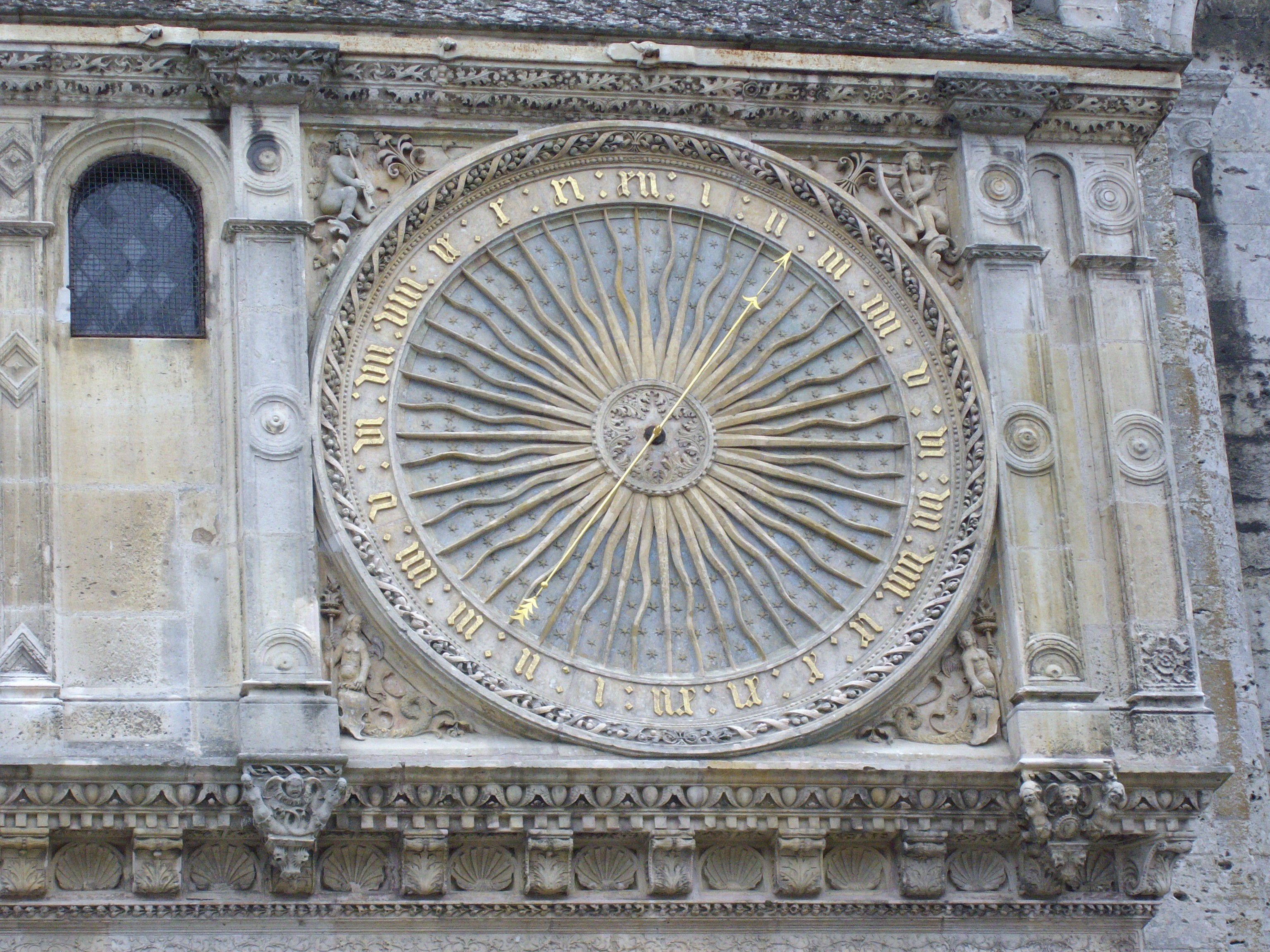
Астрономические часы
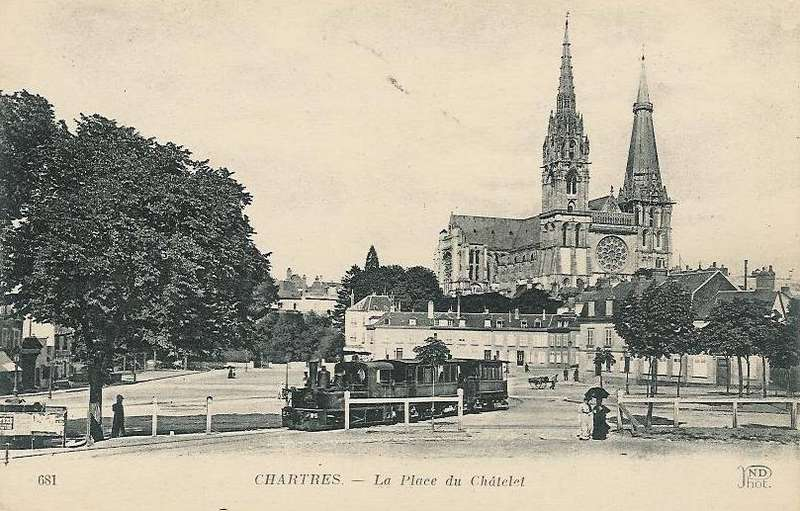
Фотография 1910
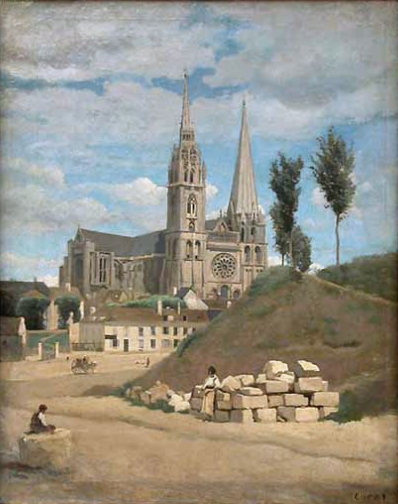
Картина 1830
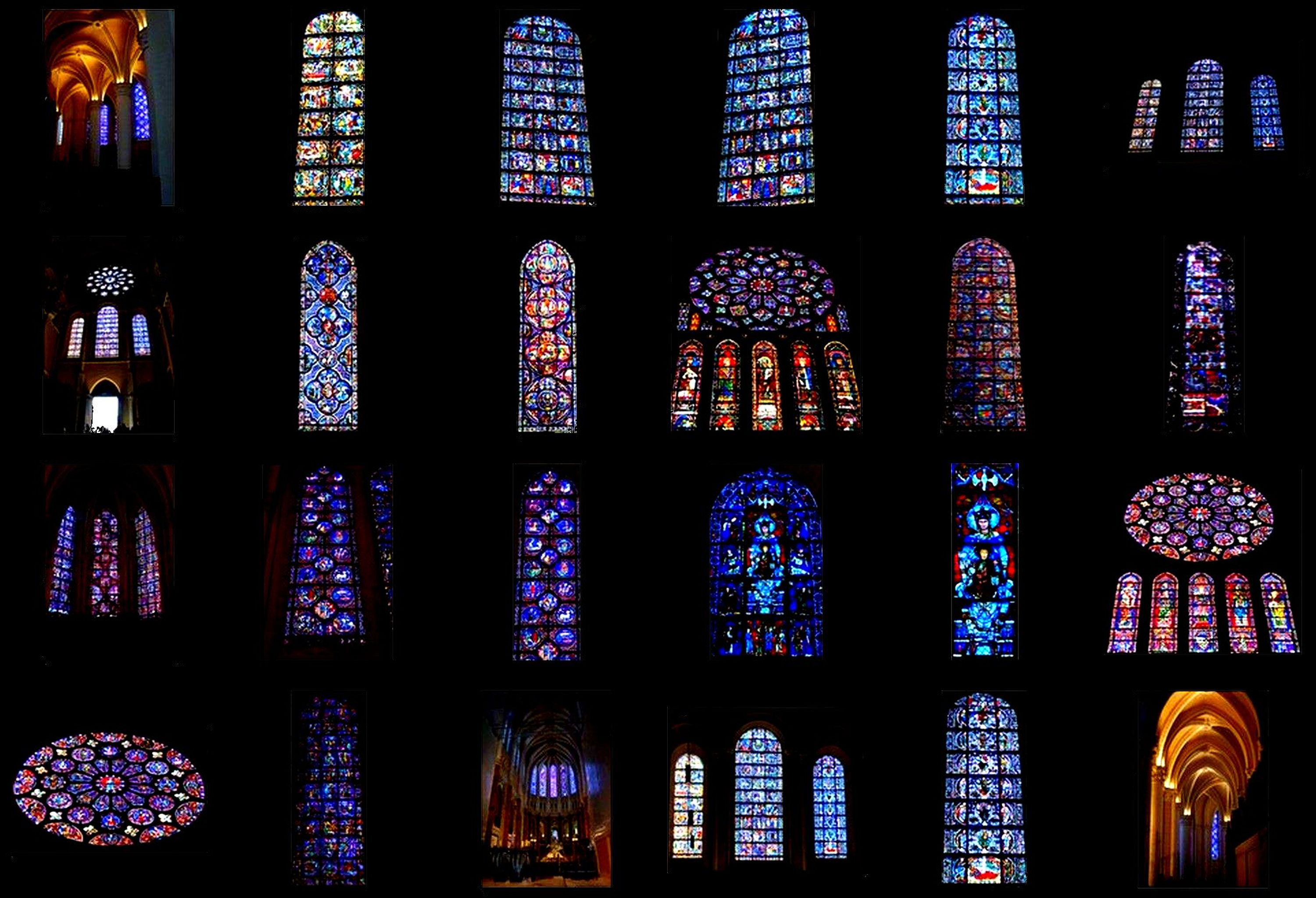
Вариации витражей собора

## Факты
Согласно псевдодокументальному фильму «Далёкая синяя высь», рисунки на полу Шартрского собора помогли математикам открыть «гравитационные тоннели».
В Шартрском соборе хорошо сохранились средневековые витражи, в том числе и окно-роза. Общая площадь остекления в соборе- 2044 кв.м. В витражах этого периода преобладают глубокие синий и красные цвета, а светлые оттенки встречаются редко.

## В художественной литературе
- Главный герой рассказа Андре Моруа «Собор»[6] хотел купить картину «Шартрский собор». Правда, в рассказе картина приписана кисти Эдуарда Мане, а не Камилю Коро.
- В романе Ж. К. Гюисманса «Собор» идет речь именно о соборе Шартра.
- В романе «Лабиринт розы» Титании Харди неоднократно упоминается Шартрский собор и лабиринт.
- В романе «Архитектор» Анны Ефименко величие и красота Шартрского собора вдохновляет главного героя на выбор профессии архитектора.
- В романе «Все люди враги» Ричарда Олдингтона главный герой посещает Шартр и собор, после решения изменить свою жизнь.
- В романе «По ком звонит колокол» Эрнеста Хэмингуэя Шартрский собор с его огромными витражами приводится как пример места, где человек испытывает подлинное чувство долга, братства и экстаза.